# Melanichneumon margaritae
Melanichneumon margaritae är en stekelart som beskrevs av Heinrich 1971. Melanichneumon margaritae ingår i släktet Melanichneumon och familjen brokparasitsteklar. Inga underarter finns listade i Catalogue of Life.